# Thierry Perrier

Der Porsche 911 GT2, den Thierry Perrier beim 24-Stunden-Rennen von Le Mans 1998 fuhr

Thierry Perrier (* 16. April 1950 in Boulogne) ist ein ehemaliger französischer Autorennfahrer.

## Karriere als Rennfahrer
Der Name Thierry Perrier ist eng mit dem 24-Stunden-Rennen von Le Mans verbunden. Zwölfmal war er zwischen 1976 und 2001 bei diesem 24-Stunden-Rennen in Westfrankreich am Start. Bei seinem Debüt erreichte er im Porsche 911 Carrera RSR den 18. Gesamtrang. Bei seinem letzten Einsatz 2001 wurde er mit den Partnern Michel Neugarten und Nigel Smith im Porsche GT3-R Gesamtneunter. Dreimal, 1980, 1981 und 1984 gelangen ihm Klassensiege.
Thierry Perrier war viele Jahre in der französischen GT-Meisterschaft aktiv und gewann 2015 und 2016 die Gesamtwertung der Challenge Endurance GT Tourisme V de V.

## Statistik

### Le-Mans-Ergebnisse
| Jahr | Team                              | Fahrzeug                | Teamkollege         | Teamkollege         | Platzierung             | Ausfallgrund       |
| ---- | --------------------------------- | ----------------------- | ------------------- | ------------------- | ----------------------- | ------------------ |
| 1976 | Thierry Perrier                   | Porsche 911 Carrera RSR | Guy de Saint-Pierre | Martine Rénier      | Rang 18                 |                    |
| 1977 | Thierry Perrier                   | Porsche 911 Carrera     | Jean Belliard       |                     | Ausfall                 | Getriebeschaden    |
| 1980 | Thierry Perrier                   | Porsche 911SC           | Roger Carmillet     |                     | Rang 16 und Klassensieg |                    |
| 1981 | Thierry Perrier                   | Porsche 934             | Bernard Salam       | Valentin Bertapelle | Rang 17 und Klassensieg |                    |
| 1982 | Thierry Perrier                   | Lancia Beta Montecarlo  | Bernard Salam       | Gianni Giudici      | Ausfall                 | Getriebeschaden    |
| 1983 | A.S. École Supérieure de Tourisme | Lancia LC1/82           | Bernard Salam       | François Hesnault   | nicht klassiert         |                    |
| 1984 | Raymond Touroul                   | Porsche 911SC           | Raymond Touroul     | Valentin Bertapelle | Rang 17 und Klassensieg |                    |
| 1985 | Raymond Touroul Team              | Porsche 911SC           | Raymond Touroul     | Philippe Dermagne   | Ausfall                 | Zylinder überhitzt |
| 1998 | Michel Nourry                     | Porsche 911 GT2         | Michel Nourry       | Jean-Louis Ricci    | Rang 18                 |                    |
| 1999 | Perspektive Racing                | Porsche 911 3.8 RSR     | Michel Nourry       | Jean-Louis Ricci    | Rang 21                 |                    |
| 2000 | Perspektive Racing                | Porsche GT3-R           | Romano Ricci        | Jean-Louis Ricci    | Rang 23                 |                    |
| 2001 | Perspective Racing                | Porsche 911 GT3-R       | Michel Neugarten    | Nigel Smith         | Rang 9                  |                    |